# NGC 964
NGC 964 is een spiraalvormig sterrenstelsel in het sterrenbeeld Oven. Het hemelobject werd op 1 september 1834 ontdekt door de Britse astronoom John Herschel.

## Synoniemen
- IC 1814
- PGC 9582
- ESO 355-24
- MCG -6-6-10
- IRAS02290-3615